# Convenzione di Sempach
La Convenzione di Sempach del 1393 era un ordinamento bellico concordato dai cantoni della vecchia Confederazione svizzera. 
La convenzione fu stipulata dopo le vittorie di Sempach del 1386 e di Näfels del 1388 da parte di tutti i cantoni della Confederazione, ossia i sei cantoni che nel 1370 avevano redatto la Carta dei preti: Uri, Svitto, Untervaldo, Zurigo, Lucerna e Zugo, più Glarona e Berna. L'ultimo articolo vietava ai contraenti di iniziare un conflitto senza rispettare tutte le formalità previste dai patti tra i confederati. 
Insieme alla Carta dei preti e alla Convenzione di Stans, la Convenzione di Sempach è tradizionalmente considerata un documento cardine nell'evoluzione della Confederazione da sistema di alleanze a stato unitario. 